# Grottmänniska

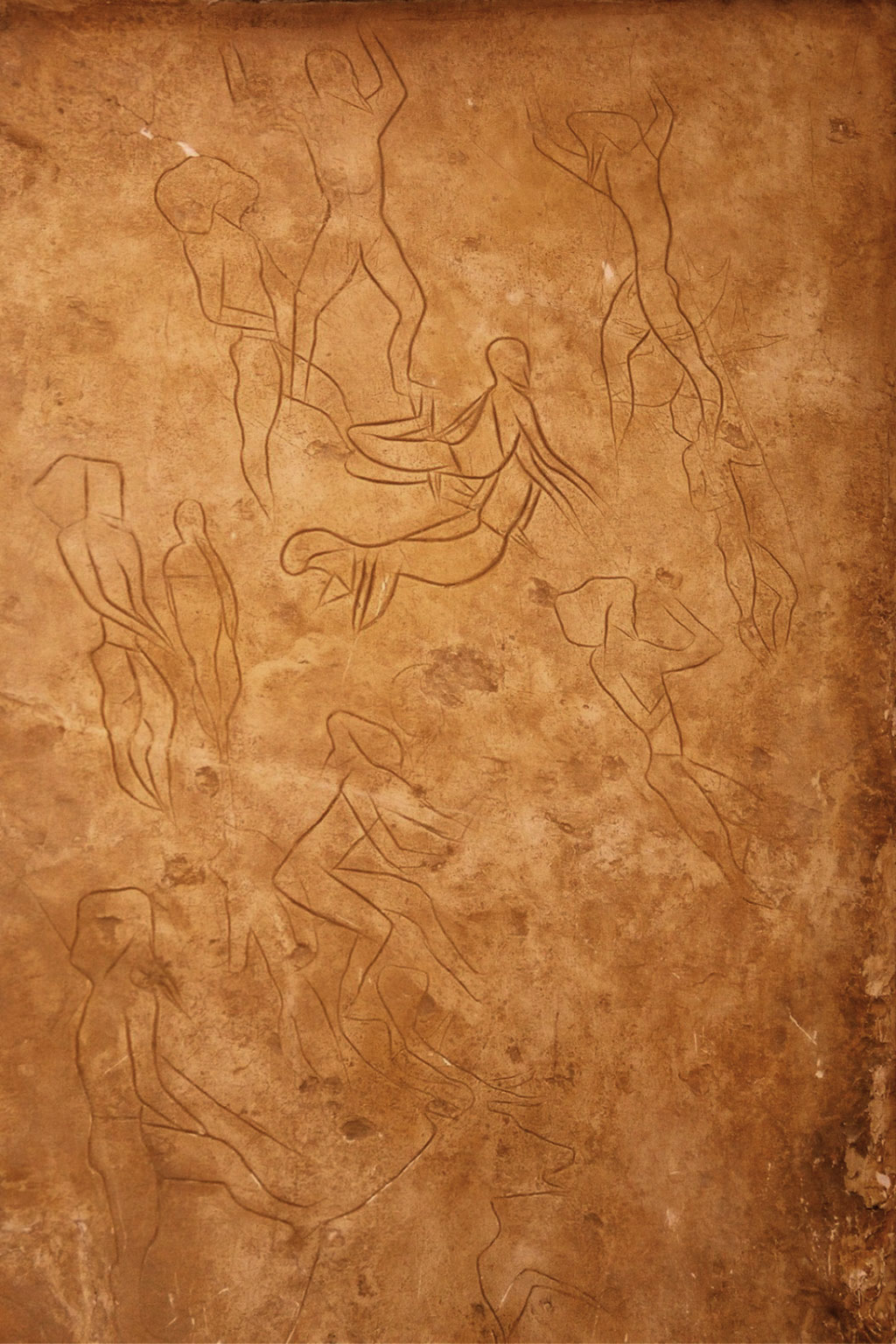
Grottkonst med människor från grottan i Addaura, Italien.

Grottmänniska, grottman, troglodyt, är en gammaldags, och i dag vanligen sedd som felaktig, benämning på tidiga hominider. Termen används i dagligt tal ibland även om Neanderthalare, Cro-Magnon-människor, eller allmänt om paleolitiska människor.
Termen anses i dag vara felaktig främst på grund av att människor sannolikt inte haft sina huvudsakliga boplatser i grottor, under någon del av förhistorien, och den grundar sig alltså på felaktiga uppfattningar om tidiga människor. 
Grottmänniskor framställs vanligen som håriga, klädda i djurhudar och beväpnade med träpåkar. Grottmänniskor porträtteras ofta som aggressiva, otrevliga och ointelligenta.

## Grottmänniskor i populärkultur
- Familjen Flinta
- Milton
- Joe & Mac